# Maria Piotrowiczowa
 (août 2019).
Maria Piotrowiczowa, née le 30 août 1834 à Kuźnica Kiedrzyńska et morte le 24 février 1863 à Dobra, est une patriote polonaise ayant participé à l'insurrection de Janvier 1863 et plus spécifiquement à la bataille de Dobra, durant laquelle elle trouva la mort.

## Biographie

### Famille
Maria Piotrowiczowa est issue d'une famille de propriétaires terriens possédant de vastes domaines dans les environs Łódź. Ses parents étaient Zygmunt Rogoliński, un insurgé de 1831, et Ansbert Badeńska. Lors de l'insurrection de Novembre, en 1830, son père a mis en place son propre système armé, a pris part à de nombreuses escarmouches et a été blessé. L'oncle de Maria, Józef Badeński, faisait également partie du complot de 1830 qui a initié le soulèvement de novembre.
À 17 ans, Maria se marie avec Konstanty Piotrowicz, enseignant en école primaire à Chocianowice. Tous deux participeront activement à l'organisation nationale polonaise à Łódz.
Maria Piotrowiczowa et Konstanty Piotrowicz forment un couple très uni. Konstanty Piotrowicz accepte des postes d’enseignant pour diffuser les idées nationales et libertaires parmi les classes les plus pauvres. Il ne possède pas de propriété au moment du mariage. Au contraire, Maria, ayant hérité d'un domaine familial augmenté par la fortune de son oncle Stanisław Strzałkowski, peut assurer la prospérité du jeune couple. L'engagement et l'activisme de Maria Piotrowiczowa et de son mari, Konstanty Piotrowicz les lient davantage.

### Bataille de Dobra
Maria Piotrowiczowa apprend avec grande douleur les défaites des troupes insurgées, les arrestations et les emprisonnements qui s'ensuivent. En pleine déroute, elle décide d'aider personnellement les combattants. Avec son mari et une partie des serviteurs de sa ferme près de Łódź, elle rejoint le groupe de Józef Dworzaczek opérant dans cette région. Elle se coupe les cheveux et enfile un bol d'insurgé. L’unité insurgée, composée de plusieurs centaines de personnes, comprend une majorité de faucheurs (équipés de simples faux), mais également plusieurs douzaines de tireurs et moins de 50 lanciers. Au début, Maria sert d'auxiliaire, collecte des fonds pour l’unité et s’occupe de l’achat d’armes, de vivres et d’uniformes. Lorsque la situation militaire se détériore, elle rejoint le service du front.L'unité de Maria est retrouvée par des garnisons russes stationnées à Piotrków Trybunalski et Łęczyca. À la suite d'erreurs de commandement et d'une marche de démonstration dans la ville de Łódź, l'unité s'était dévoilée inutilement, éliminant ainsi l'effet de surprise nécessaire à la guerre de guérilla.

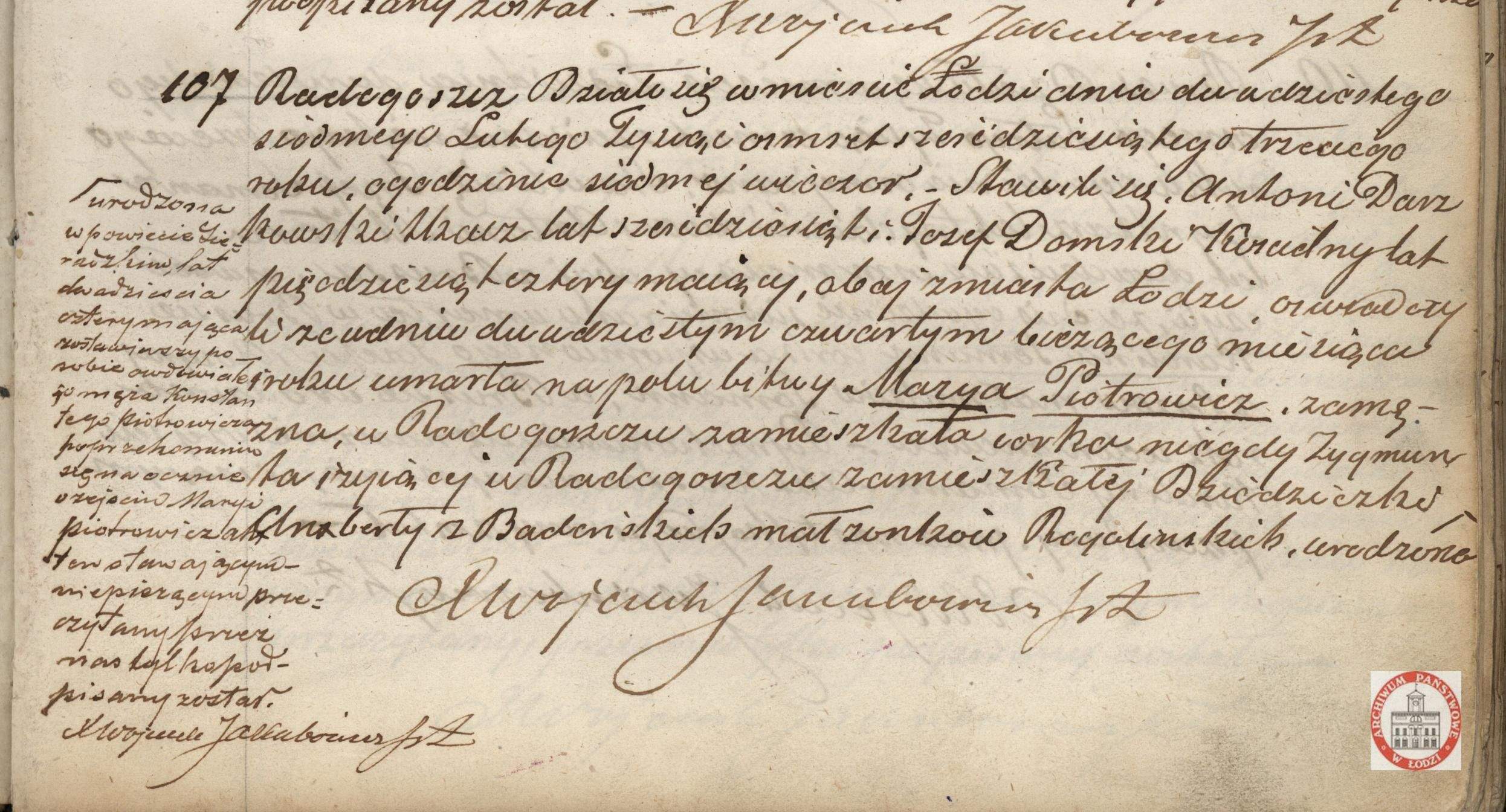
Acte de décès de Maria Piotrowiczowa extrait du dossier de l'état civil de la paroisse Sainte-Vierge Marie de Łódź

Le 24 février 1863, les Russes surprennent les insurgés campés à la lisière de la forêt, près du village de Dobra. Le docteur Dworzaczek avait négligé d'émettre des gardes et d'envoyer des éclaireurs. L'unité est encerclée et contrainte d'accepter une bataille défensive. La bataille commence dans l'après-midi et dure jusqu'à 17 heures. Dès le début, l'issue semble défavorable aux Polonais. Les insurgés repoussent deux attaques cosaques, tandis que la troisième est contrée de manière chaotique, certains des insurgés réussissant à s'échapper. Maria Piotrowiczowa se bat jusqu'au dernier moment, ne cherchant pas à survivre en fuyant le champ de bataille. Elle rejette la proposition des officiers russes de se rendre, considérant qu'une telle attitude ne correspondait pas à la dignité et à l'honneur des Polonais. Aux côtés d'un groupe de jeunes gens, elle défend vigoureusement le drapeau de la paroisse offert par des femmes de Łódz. Encerclée par les cosaques, elle en tue un, blesse un autre et tue un cheval sous un troisième. Elle se serait défendue avec un revolver. Elle meurt poignardée par les cosaques. Ces derniers mutilent son cadavre à coup de poignards, de pelles et de sabres. Les vêtements de Maria, tout en lambeaux et en sang, sont ensuite conservés par la famille comme relique. La tragédie prend une nouvelle ampleur lorsque les Polonais apprennent que Maria Piotrowiczowa était enceinte. Plus tard, il s’est avéré qu’elle était sur le point de donner naissance à des jumeaux. Après la bataille, les Russes exigent une rançon pour avoir rendu le corps et l'avoir conduit à la cour.
Trois autres femmes combattant aux côtés de Maria décédèrent ce jour-là dans la bataille de Dobra : Weronika Wojciechowska (19 ans), femme de chambre de Byszew ; Antonina Wilczyńska (20 ans), ouvrière de Łódź ; Katarzyna dont le nom de famille n'est pas connu.
Environ 70 insurgés sont tués dans la bataille de Dobra et beaucoup sont blessés. Environ 80 insurgés sont faits prisonniers, dont certains sont abattus et les autres contraints au travail forcé.

### Funérailles

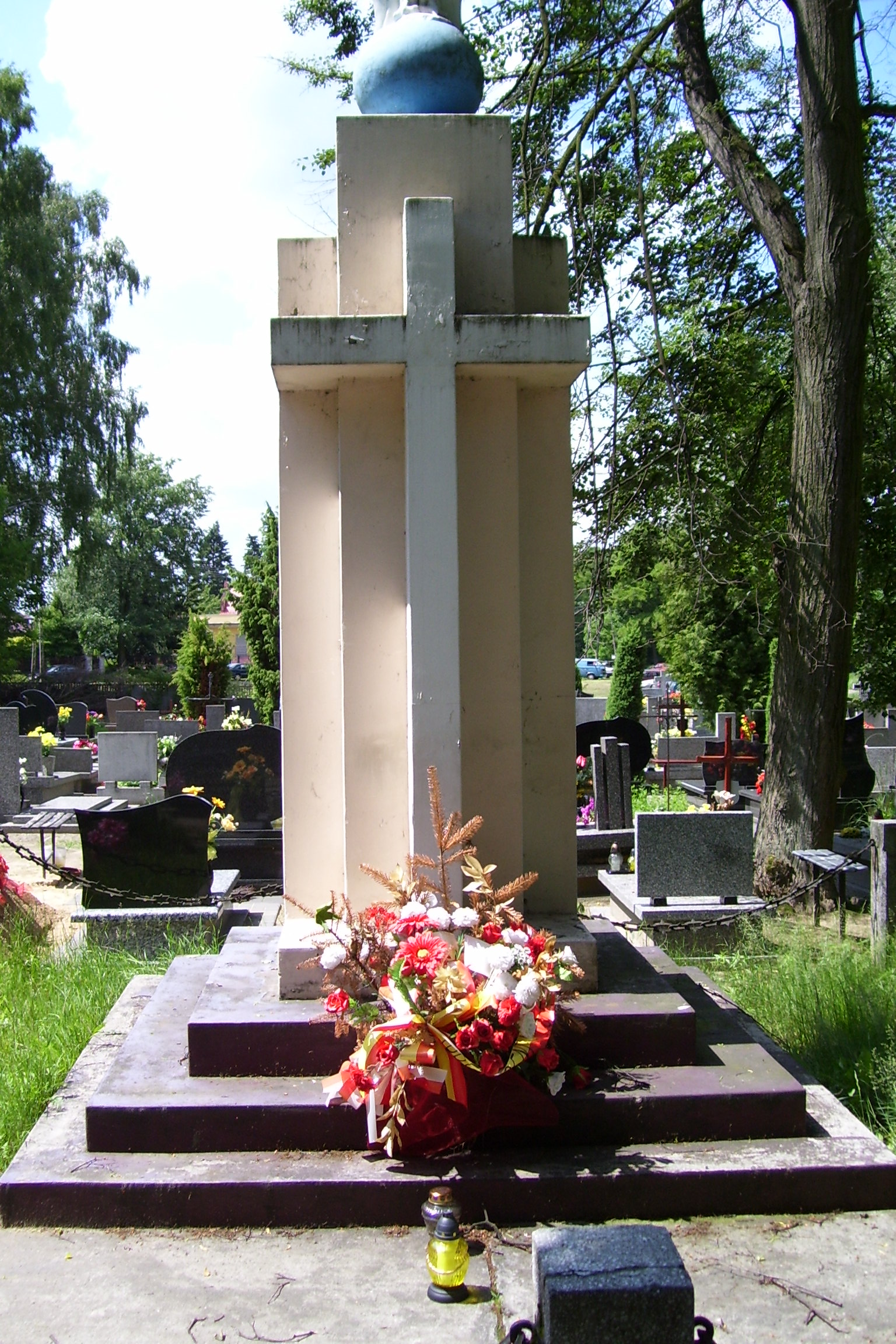
Monument commémoratif au cimetière de Dobra

Les funérailles de Maria ont lieu le 28 février 1863 au siège de la famille Piotrowicz à Radogoszcz, près de Łódź.
Les habitants de Łódź préparent les obsèques des insurgés morts, dont Maria Piotrowiczowa. L'histoire raconte que, lorsqu'il fut informé que les cloches sonnaient pour l'enterrement de Maria Piotrowiczowa, Konstanty Piotrowicz aurait eu une crise cardiaque. Il serait alors décédé dans les bras de l'épouse du chef de la ville, Mme Zajączkowska, qui répétait la prière qu'il lui avait demandé de dire à haute voix.[réf. nécessaire]
Maria Piotrowiczowa et Konstanty Piotrowicz ont été enterrés dans la tombe familiale du vieux cimetière de Łódź. Les autres insurgés morts au combat ont été enterrés au cimetière de Dobra. À l’occasion du 70e anniversaire du soulèvement, un monument a été érigé sur leur tombe avec l’inscription « Héros non-libres de 1863 - compatriotes libres 1933 » et, à l’occasion du 140e anniversaire, une plaque commémorative portant le nom des défunts a été ajoutée.
La mort de Maria est devenue célèbre dans tout le pays. Le 16 avril 1863, le mouvement des insurgés interdit l'admission de femmes au front. Elles n'étaient, dès lors, autorisées qu'à servir d'auxiliaires aux unités d'insurgés. Cette interdiction n'a pas été observée partout et bien des femmes ont intégré des groupes d'insurgés en costumes masculins.

## Lieux de mémoire

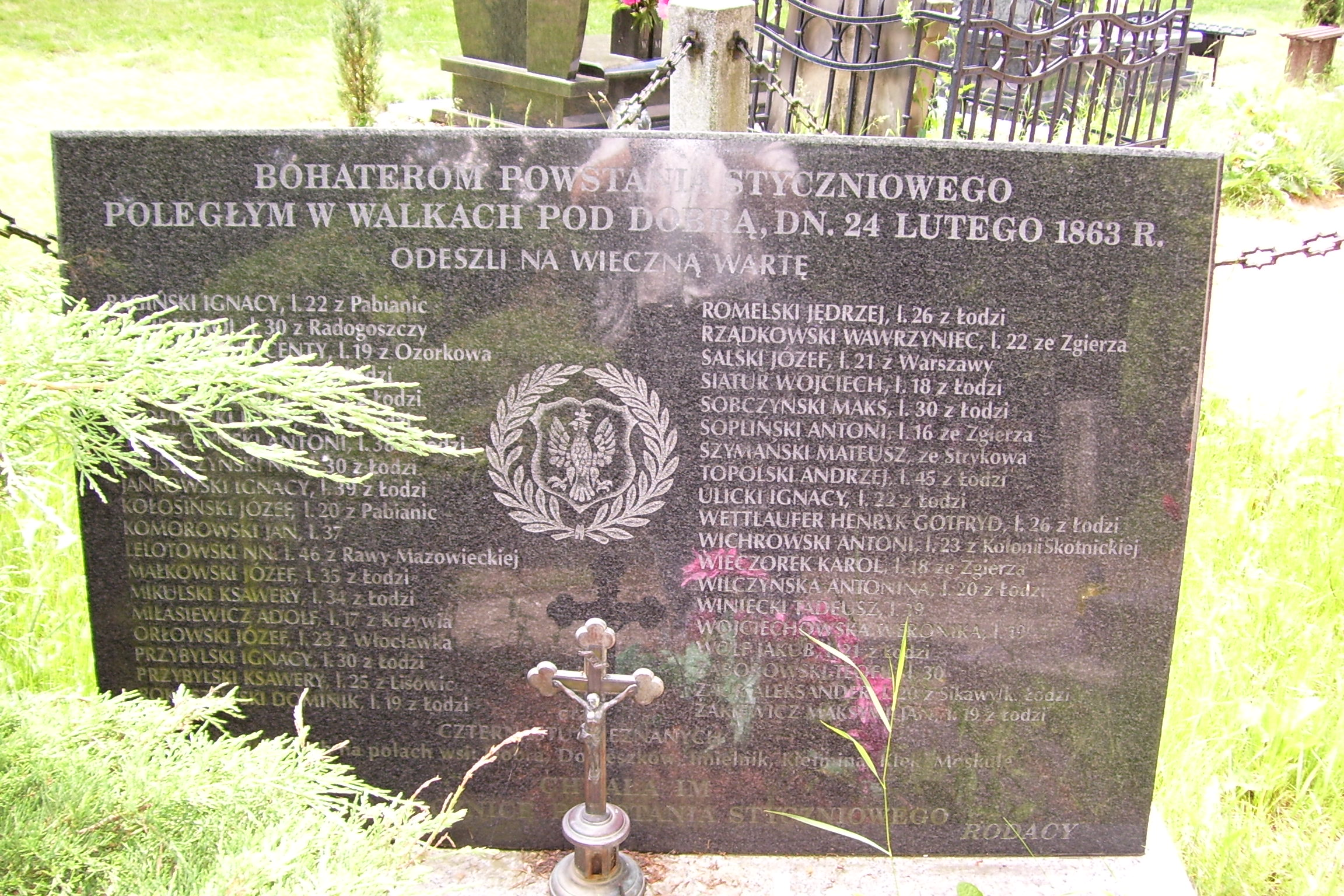
Une plaque au cimetière de Dobra

- La tombe de Maria et Konstanty Piotrowicz au vieux cimetière de Łódź.
- Monument au siège des insurgés du cimetière de Dobra Héros non-libres 1863 - compatriotes libres 1933.
- Un piédestal avec l'inscription Gloria Victis érigé en l'honneur de Maria Piotrowiczowa sur le lieu de sa mort près de Dobieszków.
- Une plaque commémorative dédiée à la bataille de Dobra dans l'église paroissiale catholique romaine locale.
- Une plaque commémorative fondée à l'occasion du 100e anniversaire du soulèvement est située dans l'église paroissiale catholique romaine de Dobra.

## Établissement portant son nom
- Lycée Maria Piotrowiczowa de Łódź (XIIIe)[3]